# Pianino

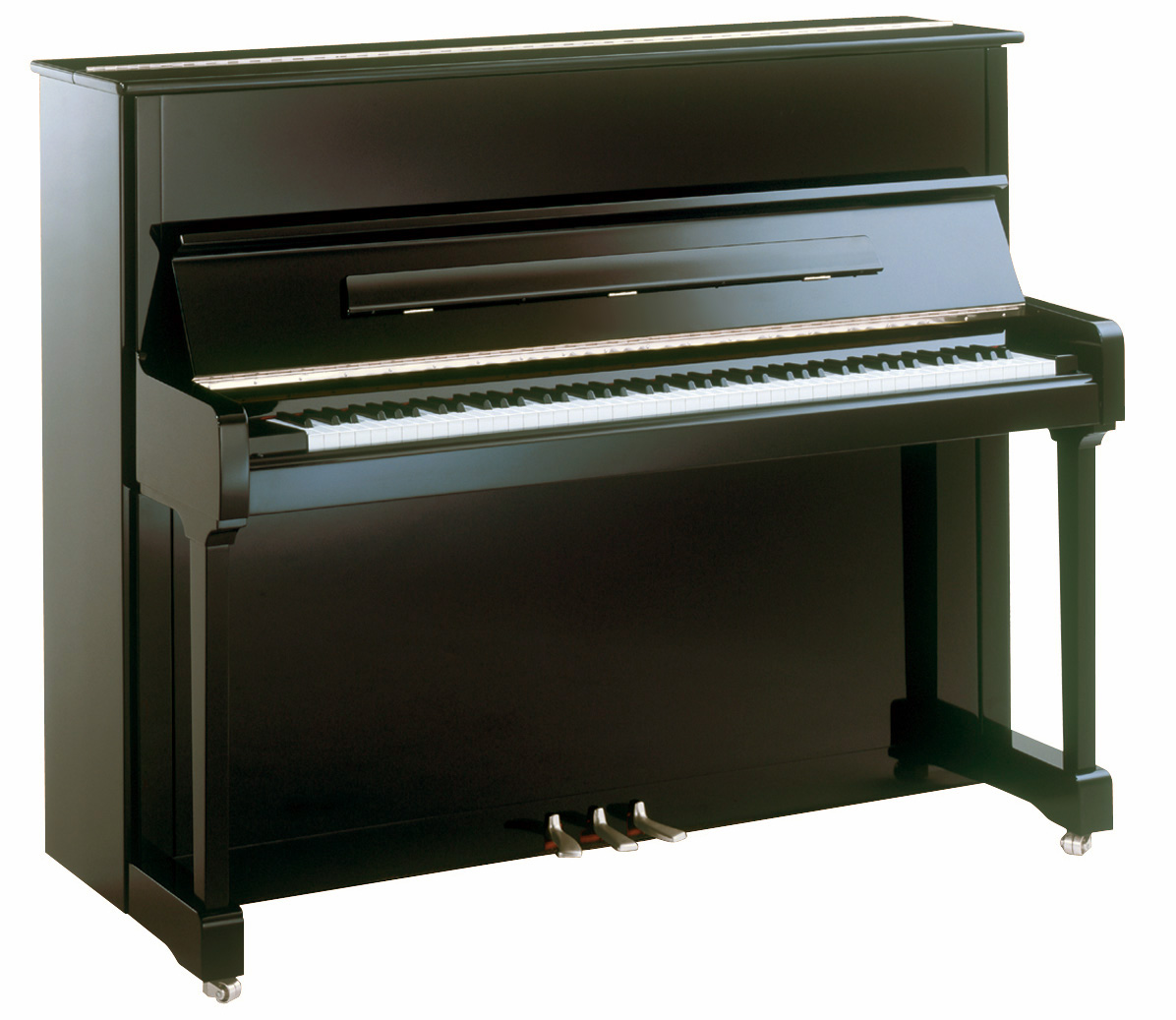
Pianino

Pianino (italsky vlastně „malé piano“, anglicky „upright piano“) je označení pro typ klavíru s uložením strun ve svislé rovině. Často se pro pianina používá chybně výrazu „piano“. Klavír se strunami uloženými horizontálně se nazývá koncertní křídlo.

## Obvyklé rozměry
- Šířka: 140–155 cm
- Hloubka: 50–60 cm
- Výška: „malé pianino“ až 110 cm, „koncertní pianino“ přibližně 130 cm. Klasická výška pianin bývá 130 cm. Vyšší nástroje mají větší ozvučnou skříň a delší basové struny, což má za následek lepší kvalitu zvuku.
- Hmotnost: cca 175–300 kg